# 薬王寺 (青梅市)
薬王寺（やくおうじ）は、東京都青梅市今井にある真言宗豊山派の寺院。山号は七国山。本尊は薬師如来。
ゴールデンウィーク（4月下旬～5月初旬）の時期には境内の広範囲につつじが咲き、多数の参拝者でにぎわう。

## 歴史
この寺は、暦応年間（1338年～1342年）の創建と伝えられる。

## 文化財
- 青梅市指定文化財
  - 銅鐘
- 青梅市指定史跡
  - 薬王寺

## 祭礼
- 初護摩 - 1月1日。一般には非公開。
- 修生会 - 1月2日。一般には非公開。
- 節分会 - 2月3日。本堂前から山上にある不動堂まで進列を組み、堂前で柴灯護摩を修する。近年は導師を塩船観音住職がつとめ、薬王寺住職は不動明王に表白を述べ奉る。無料の甘酒接待がおこなわれるほか、行法の後には福引付の豆まきが撒かれるなどするため、短時間の祭礼にもかかわらず、例年数百人の人出でにぎわう。
- 施餓鬼会 - 7月17日。一般には非公開。

## 歴代住職
- 第22世・光史（1915（大正3）年7月17日生～2005（平成17）年4月23日遷化） - 社会福祉法人光道会・今井保育園初代園長。保護司。勲五等双光旭日章叙勲。追贈正六位。